# Puretty
Puretty (hangul: 퓨리티; rr: Pyuriti) foi um grupo feminino sul-coreano formado pela DSP Media em 2012. O grupo estreou em agosto no Japão, com o single Cheki☆Love, que foi usado como trilha sonora para um anime, intitulado Pretty Rhythm: Dear My Future. Havia também planos para o grupo fazer sua estreia coreana mais tarde. Em 14 de janeiro de 2014, a DSP Media anunciou o fim do grupo e a possibilidade dos membros estrearem em outros grupos novos no futuro.

## História
Em janeiro de 2012, a DSP Media anunciou que iria estrear um grupo irmão de Kara e Rainbow. Temporariamente apelidado como DSP Girls o grupo revelou planos para estrear simultaneamente na Coreia do Sul e no Japão através de um anime intitulado Pretty Rhythm: Dear My Future com personagens baseadas nas integrantes.
Puretty realizou seu primeiro show oficial no Tokyo Toy Show 2012 em 15 de junho, promovendo seu single japonês Cheki☆Love.
Em 17 de janeiro de 2014, a DSP Media anunciou que o grupo tinha se separado com a possibilidade de seus membros estrearem em outros grupos no futuro. Hyein passou a se tornar uma atriz sob a Starhaus Entertainment e Jaeeun voltou pra a escola para continuar seus estudos. Somin, Chaekyung e Shiyoon participaram no Kara Project, um show que visava encontrar novos membros para girl group Kara, mas nenhuma delas foi selecionada.
Mais tarde, Somin estreou no grupo feminino April, mas deixou o grupo em novembro de 2015. Em dezembro de 2016, ela se tornou membro do grupo misto Kard.
Chaekyung e Shiyoon participaram do reality show Produce 101, porém foram eliminadas, ficando em 16° e 41°. Em 11 de novembro de 2016, a DSP Media introduziu Chaekyung como nova integrante do grupo feminino April.

## Ex-Integrantes
- Hyein (em coreano:  해인), nascida Yoo Hyein (em coreano:  유해인) em 15 de junho de 1994 (30 anos).[9]
- Shiyoon (em coreano:  시윤), nascida Cho Shiyoon (em coreano:  초시윤) em 21 de fevereiro de 1996 (29 anos).
- Chaekyung (em coreano:  채경), nascida Yoon Chaekyung (em coreano:  윤채경) em 7 de julho de 1996 (28 anos).
- Somin (em coreano:  소민), nascida Jeon Somin (em coreano:  전소민) em 22 de agosto de 1996 (28 anos).
- Jaeeun (em coreano:  재은), nascida Jeon Jaeeun (em coreano:  전재은) em 24 de fevereiro de 1998 (27 anos).

## Discografia

### Discografia em japonês

#### Singles
| Ano  | Informações | Lista de faixas | Melhores posições nas paradas | Melhores posições nas paradas | Vendas                                      |
| Ano  | Informações | Lista de faixas | JPN Oricon Daily              | JPN Oricon Weekly             | Vendas                                      |
| ---- | --- | --- | ----------------------------- | ----------------------------- | ------------------------------------------- |
| 2012 | "チェキ☆ラブ (Cheki☆Love)" " シュワシュワBABY(Shuwa Shuwa Baby)""2013" - Lançado em: 5 de setembro de 2012 - Idioma: Japonês - Gravadora: Universal Music Japan | Faixas Faixas do CD 1. " シュワシュワBABY(Shuwa Shuwa Baby)" 2. "チェキ☆ラブ (Cheki☆Love)" 3. "チェキ☆ラブ (Cheki☆Love)" (Inst.) Faixas do DVD 1. " シュワシュワBABY(Shuwa Shuwa Baby)" 2. "チェキ☆ラブ (Cheki☆Love)" (Lip Ver.) 3. "チェキ☆ラブ (Cheki☆Love)" (Main Ver.)                                            | 41                            | 66                            | - JPN: 1.399 (Semanal) - JPN: 1,802 (Total) |
| 2013 | "シュワシュワ BABY (Shwa Shwa BABY)" - Released: 30 de Janeiro de 2013 - Idioma: Japonês - Gravadora: Universal Music Japan                                     | Faixas Faixas do CD 1. "シュワシュワ BABY(Shwa Shwa BABY)" 2. "ベリベリLike U (Very Very Like U)" 3. "シュワシュワ BABY (Shwa Shwa BABY)" (Inst.) 4. "ベリベリLike U (Very Very Like U)" (Inst.) Faixas do DVD 1. "シュワシュワ Baby(Shwa Shwa BABY)" (Dance Ver.) 2. "シュワシュワ Baby(Shwa Shwa BABY)" (Main Ver.) | 62                            | 116                           | - JPN: 1,548 (Total)                        |